# Alex Wilder
Alex Wilder es un personaje que aparece en los cómics estadounidenses publicados por Marvel Comics, apareció por primera vez en Runaways #1 (2003).
Alex Wilder es interpretado por Rhenzy Feliz en la serie de televisión Runaways (2017-2019) producida por Hulu y ambientada en el Universo cinematográfico de Marvel.

## Historial de publicaciones
Alex Wilder fue creado por el autor Brian K. Vaughan y el artista Adrian Alphona donde debutó en Runaways vol. 1 # 1 con la mayoría de los otros personajes principales. Como todos los miembros de los Runaways originales, él es el hijo de malvados villanos con habilidades especiales; en el caso de Alex, jefes de pandillas. Alex es el líder de facto del equipo en el primer volumen del título. A diferencia del resto del equipo, Alex no posee poderes de ningún tipo, pero es un niño prodigio en los campos de la lógica y la estrategia. Alex finalmente revela que él es el topo de los padres, y se encuentra con su desaparición cuando es arrojado a cenizas por el Gibborim.

## Historia
Alex, el hijo de Geoffrey y Catherine Wilder, es el primer personaje en ser presentado a la serie; Alex es quien inicialmente sugirió espiar la supuesta organización de caridad de sus padres. Después de presenciar el asesinato de una adolescente inocente por parte de sus padres (que se reveló como un crimen secreto llamado "el Orgullo"), Alex organiza el escape masivo de sus padres. Alex obtiene la copia de The Abstract de los Yorkes, un libro mágico que registra las hazañas pasadas, presentes y futuras del Orgullo. Después de algunas peleas con sus padres, Alex y los Runaways escapan al desvencijado escondite de la mansión de Chase llamado "el albergue". El grupo se compromete a trabajar juntos y acabar con la organización de sus padres. La mayoría del grupo (con la excepción de Alex) decide tomar nombres de superhéroes para sí mismos a medida que comienzan su nueva vida como vigilantes a tiempo completo.
Alex se distancia emocionalmente de muchos de los Runaways, incluso se niega a tomar un nombre en clave o vincularse con el resto del equipo. Alex pasa la mayor parte de su tiempo descifrando el Resumen, presumiblemente tramando cómo llevará a cabo su plan para salvar a sus padres de las parejas Dean y Hayes. Dado que esperaba que todos los otros Runaways murieran en unos meses, limitó su conexión emocional.
Alex finalmente descifra el Resumen y revela que el Orgullo trabaja para los Gibborim, tres gigantes monstruosos que requieren el sacrificio de veinticinco almas inocentes durante más de veinticinco años para obtener el poder suficiente como para destruir la Tierra y restaurarla al paraíso que alguna vez fue. Alex determina la ubicación del ritual anual de sacrificio y convence a los Runaways de que el rito sería el mejor lugar para lanzar un asalto. Chase está gravemente herido y decide quedarse atrás, y le da a Alex sus gafas de rayos X y Fistigons para la pelea final.
Revela que había sabido del Orgullo por más de un año y había aprendido sobre el secreto del Orgullo anteriormente. Alex luego revela que los Deans y Hayes habían planeado matar a todos los miembros humanos del Orgullo, y tomar los seis asientos en el paraíso para ellos y sus hijas. El plan maestro de Alex era usar a sus amigos para derrotar a todo el Orgullo como grupo, pero salvar a sus propios padres, asegurando así tres escaños en el paraíso que Gibborim había prometido proféticamente para el Orgullo previamente para él y sus propios padres egoístamente y para dar los tres asientos restantes a Nico y sus padres, pero Nico se niega y Alex rápidamente pierde el control de la situación. Gert se despierta, incitándola a reclamar a Compasión, quien recupera el Bastón de Nico y destruye los Fistigons, sin dejar a Alex sin nada. Cuando Molly despierta, destruye el sacrificio más nuevo de Gibborim; cuando llegan los Gibborim, Alex asume toda la responsabilidad en lugar de su padre porque el alma se ha ido. Mientras los Gibborim respetan abiertamente la honestidad de Alex, inmediatamente lo incineran.
Alex era el sujeto previsto de dos hechizos de resurrección en el segundo volumen de la serie. Nico revela la razón por la cual no pudo resucitar el futuro de Gertrude Yorkes fue porque ella ya había intentado el hechizo. Ella dice que no funcionó porque "incluso el Bastón de Uno tiene sus límites".
En las páginas de Avengers Undercover, Alex fue resucitado por Daimon Hellstrom para guiar a Nico durante su transición a los Maestros del Mal, para convertirse en su maestra en estrategia de batalla y para ayudarla a sobrellevar sus poderes mágicos oscuros. Cuando esa serie terminó, Alex le dijo que estaba atado a Hellstrom y se unió al equipo de supervillanos, Jóvenes Maestros. Wilder reapareció en las páginas de Power Man y Iron Fist a lo largo de la segunda mitad de la serie 2016-2017. En ese libro, Alex se instaló en Harlem, intentando reiniciar el Orgullo utilizando un software místico para borrar los registros policiales de los villanos e incluso difundir una droga demoníaca llamada Redemption. Sin embargo, los Héroes de Alquiler no aceptó eso, y detuvo los planes de Wilder, exorcizando a su propio demonio, pero dejándolo relativamente ileso, lo que llevó a su reaparición en la puerta del albergue Runaways con los hijos de Gibborim a cuestas.

## Poderes y habilidades
Alex Wilder tiene un intelecto de alto nivel, está en el área de superdotados de acuerdo con el Power Grid de Marvel, y es un lógico y líder hábil. Debido a su tiempo en el infierno, aprendió a entender la magia. En un momento, incluso se fusionó con un demonio para poder usar la magia. Ser devuelto de entre los muertos también le dio habilidades adicionales, como que ya no necesita comer ni dormir, y el contacto con su piel provoca la sensación de tocar un cadáver.

## Relaciones
Alex se distancia emocionalmente de muchos de los Runaways, incluso se niega a tomar un nombre en clave o vincularse con el resto del equipo. Alex no pensó mucho en Nico en los años previos al comienzo de la serie, pero cambia al ver a Nico por primera vez en su nuevo armario gótico y lentes de contacto, volumen uno, primer número. En el primer volumen, Nico y Alex comparten una breve relación. Ella lo besa por primera vez durante el intento de rescate de la Runaway, Molly Hayes; luego se revela que Alex fue el primer beso de Nico. Ella lo besa y expresa su amor por Alex después de que la salva del vampiro Topher; generalmente se acepta que Nico y Alex son una pareja en este punto. A pesar de su profeso amor por Alex, Nico elige al lado de los Runaways después de que Alex revela su plan de llevarla al nuevo mundo de Gibborim con sus padres, estableciendo firmemente su dedicación al equipo. Sin embargo, a pesar de la traición, Nico demuestra su disposición a perdonar cuando infructuosamente trata de resucitar a Alex, y declara que aunque Alex era un traidor, no merecía la muerte. También durante los eventos del volumen uno en Mystic Arena, también se revela que ella todavía lo ama y siempre lo hará. Durante los eventos de Avengers Undercover, Alex es resucitado por Hellstrom para convertirse en el tutor de Nico en estrategia de batalla. Ella recuerda su pasado afecto por él; sin embargo, ahora es reemplazado por sueños de asesinato de él y la molestia de sus intentos de coquetear con ella. Ella le dijo "lo que solíamos ser... eso está muerto". Después de que Chase se lesionó en la batalla y se fue de coma, ella está devastada y se culpó a sí misma. Nico decidió "hacer lo incorrecto" para sentirse bien, y reavivó brevemente su romance con Alex antes de que revelara el plan traidor. Y una vez más, tomaron caminos separados mientras luchaba junto a los superhéroes, mientras que Alex se unió al equipo de supervillanos, Jóvenes Maestros.
La relación de Alex con su padre no es forzada, pero tampoco es la relación más cercana. La obsesión de Alex con los superhéroes nunca fue del agrado de Geoffrey. Se revela en el volumen uno, número diecisiete, que Alex se dedica a su familia, destacándose como el topo del Orgullo, un papel que asumió únicamente para demostrar que está dispuesto a hacer todo lo posible para mantener a sus padres seguro. Alex explica en el volumen dos, número veinticuatro, que cometió todas sus acciones malvadas para obtener la aprobación y el amor de su padre, dos cosas que Geoffrey nunca le demostró explícitamente a Alex durante la serie. En el volumen cinco, número trece, Alex reapareció en el albergue y volvió a enfatizar su decisión de intercambiar a toda la humanidad, incluidos sus amigos, para hacer que su familia (y la de Nico) inmortal se basara en la lealtad y la protección de sus padres. Trató de explicar que no estaba tratando de matar a los Runaways, sino de salvar la vida de sus padres y hacer que su padre se sintiera orgulloso.

## En otros medios

### Televisión
- Alex Wilder aparece en la serie de televisión de Hulu, Runaways, interpretado por Rhenzy Feliz.[26] Esta versión de Alex realmente echa de menos a sus amigos e intenta volver a estar con ellos, específicamente Nico debido a sus sentimientos hacia ella, y comienza a sufrir de aislamiento. A diferencia de su contraparte del cómic, es mucho más optimista, al menos cuando se trata de salir con sus amigos, y sus deseos son más nobles que egoístas. También es el que los invita a su casa mientras los padres están ausentes con su esfuerzo simplemente por reconstruir su relación rota después de la muerte de la hermana de Nico, Amy, a quien Alex no asistió al funeral.[27] A medida que avanza la serie, Alex se vuelve más decidido a encerrar a sus padres por sus crímenes, pero a costa de alejarse de sus amigos. Sin embargo, a diferencia de su contraparte de cómics, no muestra ningún motivo siniestro y realmente quiere hacer lo correcto, incluso si eso significa tomar decisiones difíciles.

### Videojuegos
- Alex es un personaje jugable en Lego Marvel Super Heroes 2.[28] Aparece en el DLC "Runaways".